# (656) Beagle
(656) Beagle es un asteroide perteneciente al cinturón de asteroides descubierto el 22 de enero de 1908 por August Kopff desde el observatorio de Heidelberg-Königstuhl, Alemania.
Está nombrado por el Beagle, barco en el que viajó Charles Darwin.
Forma parte de la familia asteroidal de Temis.